# Петро Кашуба
Петро Кашуба (24 червня 1890, Жовтанці — 6 грудня 1919, Вінниця) — український греко-католицький священник, доктор богослов'я Інсбруцького університету, польовий капелан УГА, референт польового духовенства 1-го корпусу УГА.

## Життєпис
Народився 24 червня 1890 року в с. Жовтанці, повіт Жовква, Австро-Угорщина (нині Кам'янка-Бузький р-н, Львівщина, Україна) в родині заможних селян Данила Кашуби та Ірини з дому Чабан. В 1910 році закінчив Академічну гімназію у Львові, вступив до Львівської духовної семінарії та записався на богословський факультет Львівського університету. Після двох років, в 1912 році, як успішний семінарист і студент, направлений на навчання в колегію Канізіянум при Інсбруцькому університеті. Навчався на богословському факультеті за чотирирічною програмою. В 1916 році захистив дисертацію і став доктором богослов'я.
Повернувся в Україну. Отримав свячення 29 жовтня 1916 року. З 1918 року працював шкільним катехитом в місті Сокаль. З початком українсько-польської війни у 1918 році став польовим духівником УГА. В лютому 1919 року призначений референтом польового духівництва 1-го корпусу УГА. Разом з армією перейшов Збруч.
Помер у Вінниці 6 грудня 1919 року від епідемії тифу в польовому госпіталі 1-го корпусу, де опікувався хворими і пораненими духовно і фізично. Разом з ним загинули там від тифу і два його брати — санітари госпіталю: рідний брат Іван Кашуба (26.06.1898 — 19.01.1920) та дворідний — Михайло Кашуба (15.09.1888 — 15.12.1919). Поховані у Вінниці на католицькій частині цвинтару.
Після смерті о. Петра Кашуби референтом 1-го корпусу УГА став о. Яким Фещак.